# Bronîțea, Kamin-Kașîrskîi
Bronîțea (în ucraineană Брониця) este localitatea de reședință a comunei Bronîțea din raionul Kamin-Kașîrskîi, regiunea Volînia, Ucraina.

## Demografie
Componența lingvistică a localității Bronîțea
     Ucraineană (99,69%)
     Alte limbi (0,31%)
Conform recensământului din 2001, majoritatea populației localității Bronîțea era vorbitoare de ucraineană (99,69%), existând în minoritate și vorbitori de alte limbi.